# يهودا ليفي
يهودا ليفي (بالعبرية : יהודה לוי - بالإنجليزية : Yehuda Levi ) ولد في بتاح تكفا،فلسطين 29 يونيو 1979 هو إسرائيلي والممثل ونموذج.
عاش ليفي في جنوب أفريقيا من عام 1986 حتى عام 1993. في شبابه كان يمارس الكاراتيه بشكل مكثف وكان الخامس في بطولة العالم للشباب في انكلترا.

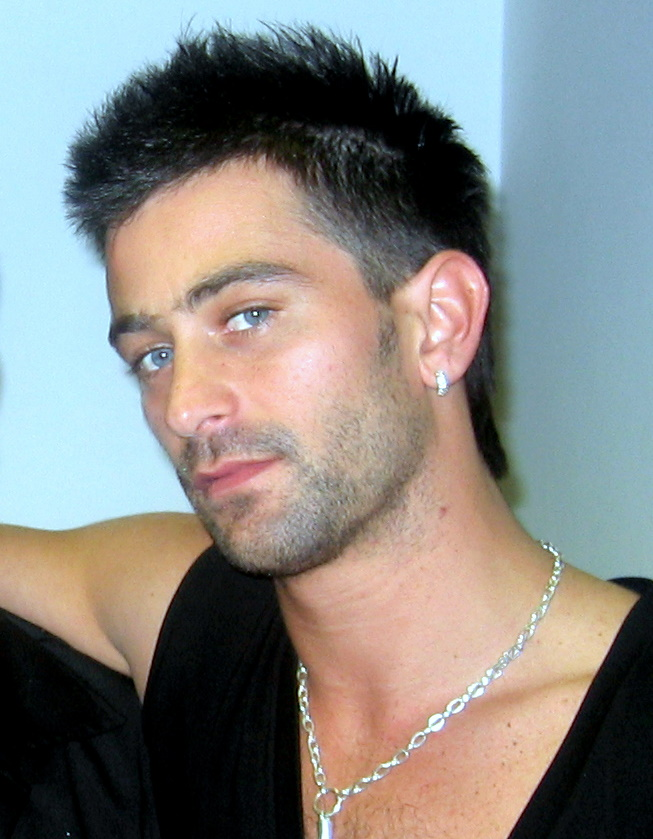
Yehuda Levi

بعد عودته إلى إسرائيل ، أخذ دروساً في المسرح ومدرسة تلما يالين الفنية في جفعتايم. بمشاركته في Telenovela الإسرائيلية "Lechayey Ha'ahava" تمكن من اختراق مع الجمهور العام. منذ ذلك الحين ، لعب بشكل أساسي في المسلسل التلفزيوني ، ولكن أيضًا في عدد من الأفلام ، مثل "Yossi" و "Jagger". كما يلعب دورا في الإعلانات التجارية.
في عام 2017 تزوج من نموذج الصورة الإسرائيلية شلوميت مالكا.

## وصلات خارجية
- يهودا ليفي على موقع IMDb (الإنجليزية)
- يهودا ليفي على موقع ألو سيني (الفرنسية)
- يهودا ليفي على موقع أول موفي (الإنجليزية)
- يهودا ليفي على موقع قاعدة بيانات الفيلم (الإنجليزية)
- يهودا ليفي على موقع كينوبويسك (الروسية)